# Frau Buchholz im Orient

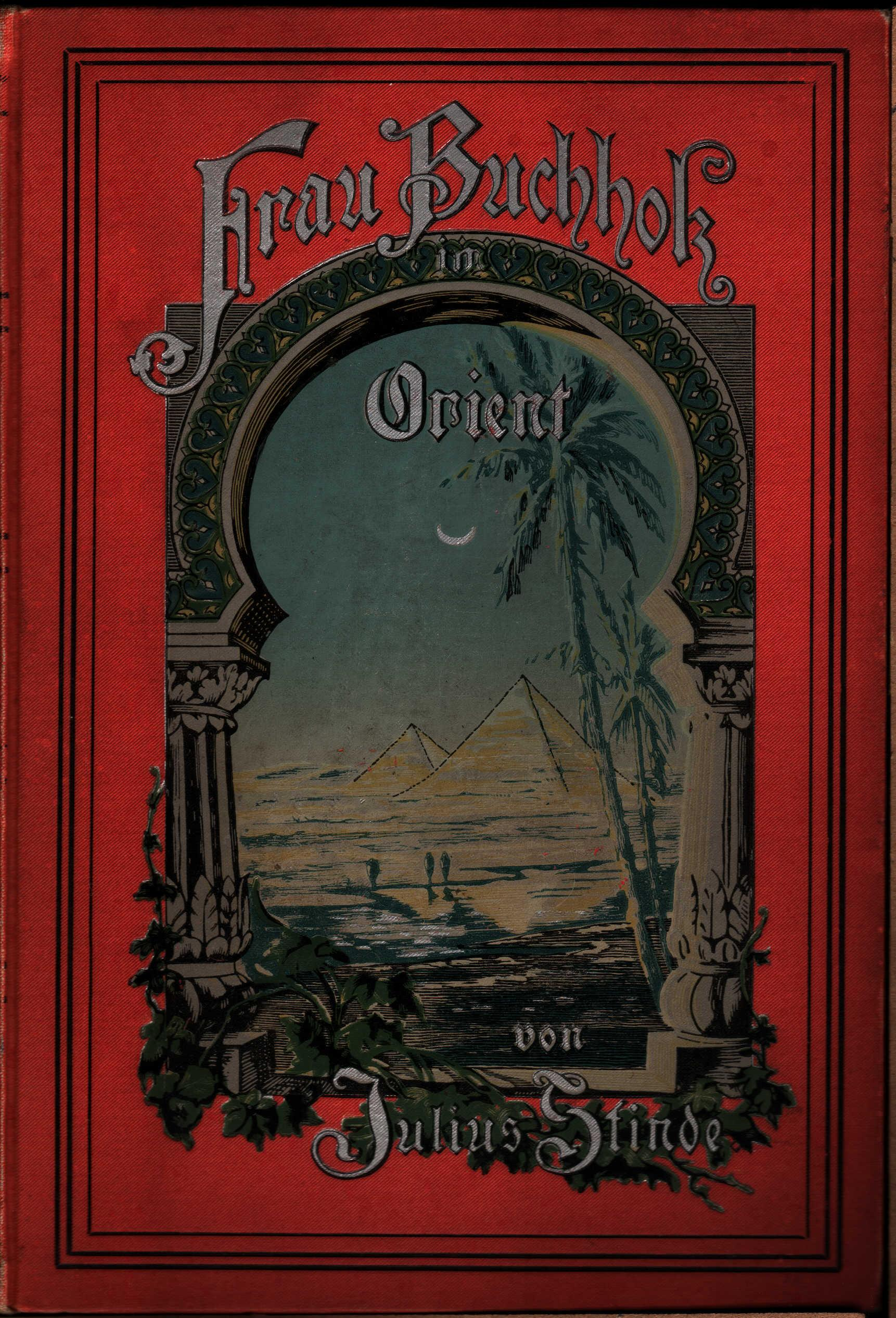
Umschlagillustration der Erstausgabe 1888

Frau Buchholz im Orient ist ein Reisebericht, den Julius Stinde 1888 unter dem Pseudonym Wilhelmine Buchholz im Berliner Verlag Freund & Jeckel veröffentlicht hat.
In diesem Band ist Stindes eigene Stimme deutlicher zu vernehmen als in anderen Buchholz-Büchern, in denen der Berliner Tonfall der fiktiven Schreiberin stärker hervortritt. Das mag an der Geschwindigkeit liegen, mit der Stinde nach der Reise das Buch geschrieben hat: im Frühjahr 1888 fand die Reise statt, im November desselben Jahres wurde das Buch gedruckt. Wohl als Folge dieser Schreib-Überanstrengungen muss er einem unbekannten Empfänger am 25. November 1888 mitteilen, er sei „augenblicklich schreibunfähig“. (Brief Stindes in der Schleswig-Holsteinischen Landesbibliothek Kiel.)
Wer nach Belegen dafür sucht, dass Stinde die beschriebene Reise tatsächlich gemacht hat, der findet Beweismaterial in vielfacher Form. Zwei Briefe Stindes aus dem Jahr 1888 sind erhalten, wovon der eine an seinen Verleger Carl Freund in Larnaka auf Zypern abgesandt wurde, der zweite ging aus Konstantinopel an Ernst von Wildenbruch.
Ferner gibt es einige Zeitschriftenaufsätze, die auf dem Material basieren, das auf Stindes Orientreise angefallen ist. Hundeleben in Konstantinopel (in: Daheim 25, 1888/89, S. 680–682), Aus Kairos Araberstadt (in: Daheim 28, 1891/92, S. 44–46), Ausflug nach den Pyramiden (in: Daheim 31, 1894/95, S. 299) und An den Jordan (in: Velhagen & Klasings Monatshefte 10, 1895/96, II, S. 155–166).
Im Nachlass Stindes bei der Staatsbibliothek zu Berlin gibt es darüber hinaus zwei Briefe von Teilnehmern der Orientreise, die sich für die Zusendung von Frau Buchholz im Orient bedanken und der gemeinsam verbrachten Reisezeit gedenken: Leutnant Fischer und Victor Pribyl, der bei Stinde Prybil heißt.
Der Historiker Wilhelm Treue hat in der Zeitung Der Tagesspiegel vom 25. Dezember 1975 einen Aufsatz über das Buch unter dem Titel Die Buchholzen in Virchows Bett? Über schriftstellerische Freiheit und historische Wahrheit veröffentlicht, in dem er auf die Publikation von Briefen Rudolf Virchows an seine Frau hinweist, in denen Virchow über den Fortgang seiner Orientreise berichtet. Die Erwähnung Virchows in Stindes Reisebericht geht also darauf zurück, dass Virchow kurz vor Stinde auf dem Nildampfer gereist war. Der bei Stinde erwähnte „Lieutenant Fischer“ wird auch von Virchow als „Leutnant Fischer aus Oldenburg“ genannt. Virchows Briefe sind abgedruckt in der Zeitschrift Die Waage, Jahrgang 13 (1974), Seite 1–20.
Noch im Jahr der Erstausgabe wurden weitere 23 Auflagen von Frau Buchholz im Orient gedruckt. Die 30. Auflage erschien 1892, die letzte nachweisbare ist die 1926 bei Grote erschienene 37. Auflage.